# Súperliga Femenina de Ecuador 2021
La Súperliga Ecuatoriana de Fútbol Femenino 2021, llamada oficialmente Súperliga Ecuatoriana de Fútbol Femenino DirecTV 2021, denominada también como Súperliga Femenina DirecTV 2021 por motivos de patrocinio, fue la tercera edición de la Súperliga Femenina, el cual es el campeonato de primera división del fútbol femenino ecuatoriano. El torneo fue organizado por la Federación Ecuatoriana de Fútbol.

## Sistema de competición
El campeonato estuvo conformado por dos etapas:
En la primera etapa, los 16 equipos participantes se dividieron en 2 grupos de 8 equipos cada uno de acuerdo con su ubicación geográfica, jugando bajo el sistema de todos contra todos en partidos de ida y vuelta. Los 4 mejores ubicados de cada grupo clasificaron a la segunda etapa.
En la segunda etapa, los 8 equipos clasificados de la etapa anterior fueron emparejados en 4 llaves, jugando cuartos, semifinal y final bajo el sistema de eliminación directa en partidos de ida y vuelta, decidiendo de esta manera al campeón del torneo.

Los cuartos de final se jugaron de la siguiente manera:
1.° Grupo A vs. 4.° Grupo B
2.° Grupo B vs. 3.° Grupo A
1.° Grupo B vs. 4.° Grupo A
2.° Grupo A vs. 3.° Grupo B
Los mejores ubicados en la tabla general de la primera etapa jugaron de local los partidos de vuelta en sus respectivas llaves.

### Clasificación a torneos internacionales
El campeón clasificó a la Copa Libertadores Femenina 2021 como Ecuador 1.

### Sistema de descenso
Los 2 peores ubicados en la tabla general de la primera etapa descendieron de la Liga Nacional Femenina de Ecuador de 2022.

## Relevo anual de clubes
| Pos. | Ascendidos a la Superliga                 |
| ---- | ----------------------------------------- |
| 1.ª  | Sport JC (Campeón de la Serie A Amateur)  |
| 2.ª  | Espuce (Subcampeón de la Serie A Amateur) |

| Pos. | Descendidos a la Serie A Amateur                            |
| ---- | ----------------------------------------------------------- |
| 15.ª | Espe (Décimo quinto lugar en la Clasificación General)      |
| 16.ª | Olmedo (Penúltimo lugar en la Clasificación General)        |
| 17.ª | Siete de Febrero (Último lugar en la Clasificación General) |
| 18.ª | Deportivo Santo Domingo (Sancionado)                        |

## Equipos participantes

### Información de los equipos
| Nombre del club                    | Ciudad                                                     | Entrenador           | Estadio                                                              | Capacidad                | Marca              | Patrocinador                                         |
| ---------------------------------- | ---------------------------------------------------------- | -------------------- | -------------------------------------------------------------------- | ------------------------ | ------------------ | ---------------------------------------------------- |
| Barcelona                          | Guayaquil                                                  | Marlene Ayala        | Complejo Canchas del Astillero                                       | TBD                      | Marathon Sports    | Cerveza Pilsener                                     |
| Carneras                           | Cuenca                                                     | Édison Méndez        | Valeriano Gavinelli UPS                                              | 1000                     | Joma               | Ver lista Universidad Politécnica Salesiana ETAPA-EP |
| Deportivo Cuenca                   | Cuenca                                                     | Wendy Villón         | Alejandro Serrano Aguilar Banco del Austro                           | 18 549                   | Lotto              | Chubb Seguros                                        |
| El Nacional                        | Quito                                                      | Cristhian Escudero   | Complejo BGR El Sauce                                                | 300                      | Lotto              | Ver lista Banco General Rumiñahui UAZ                |
| Emelec                             | Guayaquil                                                  | Ronaldo Salvatierra  | Holcim Arena                                                         | 1000                     | Adidas             | Chubb Seguros                                        |
| Espuce                             | Quito                                                      | Boris Tipan          | Nayón                                                                | TBD                      | Jasa Evolution     | Clínica Napoleón Salgado                             |
| Guayaquil City                     | Guayaquil                                                  | Aurelio Morales      | Christian Benítez Betancourt                                         | 10 152                   | Astro              | San Francisco COAC Ltda.                             |
| Independiente del Valle            | [[Archivo:\|15px\|border\|Bandera de Sangolquí]] Sangolquí | Vanessa Arauz        | Banco Guayaquil                                                      | 12 000                   | Marathon Sports    | Chubb Seguros                                        |
| Liga de Quito                      | Quito                                                      | Jenny Herrera        | Rodrigo Paz Delgado                                                  | 41 575                   | Puma               | Ver lista Banco Pichincha Chubb Seguros              |
| Liga de Macas                      | [[Archivo:\|15px\|border\|Bandera de Macas]] Macas         | Carlos Saray         | Tito Navarrete                                                       | 4500                     | Jeans Sport Center | Ver lista Almacenes Tía Inmobiliaria Galarza         |
| Macará                             | Ambato                                                     | Ana Carrillo         | Ver listaBellavista Neptalí Barona Complejo Deportivo La Providencia | Ver lista16 467 6000 100 | Boman              | Sin Patrocinador                                     |
| Ñañas                              | Quito                                                      | Francisco Ramírez    | Orlando Baquero                                                      | TBD                      | Jasa Evolution     | Ver lista Oriente Seguros Roche                      |
| Quito                              | Quito                                                      | Jhonny Baldeón       | Ver listaLa Moya General Rumiñahui                                   | Ver listaTBD 7500        | Berl Sport         | Tu Cancha                                            |
| San Miguel                         | [[Archivo:\|15px\|border\|Bandera de Ibarra]] Ibarra       | Mauricio Bolaños     | Olímpico de Ibarra                                                   | 17 300                   | Ortiz Desing       | Saitel.ec                                            |
| Archivo:SPORT JC FLAG.png Sport JC | Quito                                                      | Juan Carlos Cerón    | El Chan                                                              | 6390                     | Sin Marca          | Ver lista Fundecon Gallardo Tire Center              |
| Técnico Universitario              | Ambato                                                     | Juan Carlos Argüello | Ver listaBellavista Neptalí Barona                                   | Ver lista16 467 6000     | Boman              | San Francisco COAC Ltda.                             |

### Equipos por ubicación geográfica
| Provincia       | N.° | Equipos                                                                                     |
| --------------- | --- | ------------------------------------------------------------------------------------------- |
| Pichincha       | 7   | - El Nacional - Espuce - Independiente del Valle - Liga de Quito - Ñañas - Quito - Sport JC |
| Guayas          | 3   | - Barcelona - Emelec - Guayaquil City                                                       |
| Tungurahua      | 2   | - Macará - Técnico Universitario                                                            |
| Azuay           | 2   | - Deportivo Cuenca - Carneras                                                               |
| Imbabura        | 1   | - San Miguel                                                                                |
| Morona Santiago | 1   | - Liga de Macas                                                                             |

| Liga de Macas San Miguel El Nacional Espuce Liga de Quito Ñañas Quito Sport JC Barcelona Emelec Guayaquil City Macará Técnico Universitario Carneras Deportivo Cuenca Independiente del Valle |

### Cambio de entrenadores
| Equipo         | Pos. | Entrenador saliente | Último partido                      | Fecha                | Entrenador sucesor  | Fecha debut             | Ref.  |
| -------------- | ---- | ------------------- | ----------------------------------- | -------------------- | ------------------- | ----------------------- | ----- |
| Emelec         | 6    | Gissela Moreira     | Emelec 0:0 Macará                   | 2.°                  | Ronaldo Salvatierra | 3.°                     | [ 1 ] |
| San Miguel     | 7    | Daniel Calderón     | Espuce 3:2 San Miguel               | 5.°                  | Mauricio Bolaños    | 6.°                     | [ 2 ] |
| Guayaquil City | 7    | Daniel Vera         | Deportivo Cuenca 7:0 Guayaquil City | 10.°                 | Aurelio Morales     | 11.°                    | [ 3 ] |
| El Nacional    | 6    | José María Garay    | San Miguel 1:0 El Nacional          | 10.°                 | Cristhian Escudero  | 11.°                    | [ 4 ] |
| Macará         | 4    | Susú Cores          | Macará 2:4 Ñañas                    | Cuartos de final Ida | Ana Carrillo        | Cuartos de final Vuelta | [ 5 ] |
| TBD            |      | TBD                 | :                                   | .°                   | TBD                 | .°                      |       |

## Primera Etapa

### Grupo A: Zona Sur

#### Clasificación
| Pos. | Equipo                | Pts. | PJ | G  | E | P  | GF | GC | Dif. |  |
| ---- | --------------------- | ---- | -- | -- | - | -- | -- | -- | ---- |  |
| 1    | Deportivo Cuenca      | 38   | 14 | 12 | 2 | 0  | 53 | 6  | +47  |  |
| 2    | Barcelona             | 28   | 14 | 8  | 4 | 2  | 26 | 8  | +18  |  |
| 3    | Carneras              | 26   | 14 | 8  | 2 | 4  | 22 | 13 | +9   |  |
| 4    | Macará                | 19   | 14 | 5  | 4 | 5  | 15 | 15 | 0    |  |
| 5    | Emelec                | 15   | 14 | 4  | 3 | 7  | 13 | 24 | −11  |  |
| 6    | Técnico Universitario | 12   | 14 | 4  | 0 | 10 | 6  | 21 | −15  |  |
| 7    | Guayaquil City        | 11   | 14 | 3  | 2 | 9  | 8  | 37 | −29  |  |
| 8    | Liga de Macas         | 8    | 14 | 1  | 5 | 8  | 8  | 27 | −19  |  |

 Fuente: FEF
Criterios de clasificación: 1) Puntos; 2) Diferencia de goles; 3) Goles marcados; 4) Goles de visitante; 5) Fair Play; 6) Sorteo Público
|  | Clasificados a la Segunda Etapa. |

#### Evolución de la clasificación
| Equipo                | 01 | 02 | 03 | 04 | 05 | 06 | 07 | 08 | 09 | 10 | 11 | 12 | 13 | 14 |
| --------------------- | -- | -- | -- | -- | -- | -- | -- | -- | -- | -- | -- | -- | -- | -- |
| Deportivo Cuenca      | 3  | 1  | 1  | 1  | 1  | 1  | 1  | 1  | 1  | 1  | 1  | 1  | 1  | 1  |
| Barcelona             | 1  | 4  | 3  | 3  | 3  | 3  | 3  | 3  | 3  | 2  | 2  | 2  | 2  | 2  |
| Carneras              | 2  | 2  | 2  | 2  | 2  | 2  | 2  | 2  | 2  | 3  | 3  | 3  | 3  | 3  |
| Macará                | 7  | 7  | 4  | 4  | 5  | 6  | 6  | 6  | 4  | 6  | 5  | 5  | 4  | 4  |
| Emelec                | 5  | 6  | 6  | 7  | 6  | 7  | 7  | 4  | 6  | 5  | 4  | 4  | 5  | 5  |
| Técnico Universitario | 6  | 8  | 8  | 6  | 4  | 5  | 5  | 7  | 5  | 4  | 6  | 6  | 6  | 6  |
| Guayaquil City        | 4  | 3  | 5  | 5  | 7  | 4  | 4  | 5  | 7  | 7  | 7  | 7  | 7  | 7  |
| Liga de Macas         | 8  | 5  | 7  | 8  | 8  | 8  | 8  | 8  | 8  | 8  | 8  | 8  | 8  | 8  |

#### Resultados
| Barcelona        | 2 - 1 | Liga de Macas         | Complejo Canchas del Astillero | 5 de mayo | 12:00 | LDM TV      |
| Macará           | 0 - 1 | Carneras              | Complejo La Providencia        | 5 de mayo | 14:00 | No Tiene    |
| Deportivo Cuenca | 1 - 0 | Técnico Universitario | Alejandro Serrano Aguilar      | 6 de mayo | 11:00 | Comunica TV |
| Guayaquil City   | 1 - 0 | Emelec                | Christian Benítez              | 6 de mayo | 13:00 | FFEC        |

| Emelec                | 0 - 0 | Macará         | Holcim Arena              | 11 de mayo | 12:30 | CSE TV      |
| Técnico Universitario | 0 - 3 | Carneras       | Neptalí Barona            | 12 de mayo | 11:00 | No Tiene    |
| Liga de Macas         | 1 - 1 | Guayaquil City | Tito Navarrete            | 12 de mayo | 15:00 | LDM TV      |
| Deportivo Cuenca      | 4 - 1 | Barcelona      | Alejandro Serrano Aguilar | 13 de mayo | 11:00 | Comunica TV |

| Macará         | 5 - 0 | Liga de Macas         | Complejo La Providencia        | 16 de mayo | 11:30 | No Tiene    |
| Carneras       | 2 - 0 | Emelec                | Valeriano Gavinelli            | 16 de mayo | 18:30 | Comunica TV |
| Barcelona      | 2 - 0 | Técnico Universitario | Complejo Canchas del Astillero | 17 de mayo | 12:00 | No Tiene    |
| Guayaquil City | 1 - 8 | Deportivo Cuenca      | Christian Benítez              | 17 de mayo | 13:00 | Tu Cancha   |

| Deportivo Cuenca      | 6 - 0 | Macará         | Alejandro Serrano Aguilar      | 22 de mayo | 11:00 | Comunica TV |
| Barcelona             | 5 - 0 | Guayaquil City | Complejo Canchas del Astillero | 22 de mayo | 12:00 | No Tiene    |
| Técnico Universitario | 1 - 0 | Emelec         | Neptalí Barona                 | 22 de mayo | 12:00 | No Tiene    |
| Liga de Macas         | 0 - 1 | Carneras       | Tito Navarrete                 | 22 de mayo | 15:00 | LDM TV      |

| Guayaquil City | 0 - 1 | Técnico Universitario | Christian Benítez       | 28 de mayo  | 13:00 | No Tiene    |
| Macará         | 0 - 0 | Barcelona             | Complejo La Providencia | 29 de mayo  | 14:00 | Macará TV   |
| Emelec         | 4 - 1 | Liga de Macas         | Holcim Arena            | 29 de mayo  | 15:00 | No Tiene    |
| Carneras       | 1 - 1 | Deportivo Cuenca      | Valeriano Gavinelli     | 23 de junio | 19:00 | Comunica Tv |

| Guayaquil City        | 1 - 0 | Macará        | Christian Benítez              | 4 de junio  | 15:00 | No Tiene    |
| Deportivo Cuenca      | 6 - 0 | Emelec        | Alejandro Serrano Aguilar      | 4 de junio  | 15:00 | Comunica Tv |
| Técnico Universitario | 3 - 1 | Liga de Macas | Bellavista                     | 30 de junio | 11:00 | No Tiene    |
| Barcelona             | 2 - 0 | Carneras      | Complejo Canchas del Astillero | 30 de junio | 11:30 | BSC TV      |

| Emelec        | 0 - 0 | Barcelona             | Holcim Arena            | 12 de junio | 12:00 | CSE TV      |
| Carneras      | 2 - 1 | Guayaquil City        | Valeriano Gavinelli     | 13 de junio | 18:30 | Comunica Tv |
| Liga de Macas | 1 - 4 | Deportivo Cuenca      | Tito Navarrete          | 7 de julio  | 09:30 | LDM TV      |
| Macará        | 1 - 0 | Técnico Universitario | Complejo La Providencia | 7 de julio  | 15:00 | No Tiene    |

| Carneras              | 2 - 2 | Macará           | Valeriano Gavinelli | 19 de junio | 10:00 | Comunica Tv |
| Técnico Universitario | 0 - 5 | Deportivo Cuenca | Neptalí Barona      | 19 de junio | 11:00 | No Tiene    |
| Emelec                | 2 - 0 | Guayaquil City   | Holcim Arena        | 19 de junio | 15:00 | CSE TV      |
| Liga de Macas         | 1 - 1 | Barcelona        | Tito Navarrete      | 19 de junio | 15:30 | No Tiene    |

| Guayaquil City | 0 - 0 | Liga de Macas         | Christian Benítez              | 25 de junio | 09:00 | No Tiene    |
| Macará         | 3 - 0 | Emelec                | Complejo La Providencia        | 26 de junio | 13:00 | No Tiene    |
| Barcelona      | 0 - 0 | Deportivo Cuenca      | Complejo Canchas del Astillero | 26 de junio | 15:00 | No Tiene    |
| Carneras       | 0 - 1 | Técnico Universitario | Valeriano Gavinelli            | 27 de junio | 10:00 | Comunica Tv |

| Deportivo Cuenca      | 7 - 0 | Guayaquil City | Alejandro Serrano Aguilar | 2 de julio | 11:00 | Comunica Tv |
| Liga de Macas         | 0 - 0 | Macará         | Tito Navarrete            | 3 de julio | 09:30 | No Tiene    |
| Técnico Universitario | 0 - 2 | Barcelona      | Neptalí Barona            | 3 de julio | 11:00 | No Tiene    |
| Emelec                | 3 - 1 | Carneras       | Holcim Arena              | 3 de julio | 12:00 | CSE TV      |

| Guayaquil City | 1 - 5 | Barcelona             | Christian Benítez       | 9 de julio  | 15:30 | No Tiene    |
| Emelec         | 2 - 0 | Técnico Universitario | Holcim Arena            | 10 de julio | 12:00 | CSE TV      |
| Carneras       | 3 - 0 | Liga de Macas         | Valeriano Gavinelli     | 10 de julio | 19:00 | Comunica Tv |
| Macará         | 0 - 1 | Deportivo Cuenca      | Complejo La Providencia | 11 de julio | 13:00 | No Tiene    |

| Deportivo Cuenca      | 3 - 1 | Carneras       | Alejandro Serrano Aguilar      | 16 de julio | 11:00 | Comunica Tv |
| Barcelona             | 3 - 0 | Macará         | Complejo Canchas del Astillero | 16 de julio | 12:00 | No Tiene    |
| Liga de Macas         | 1 - 1 | Emelec         | Tito Navarrete                 | 17 de julio | 09:30 | No Tiene    |
| Técnico Universitario | 0 - 1 | Guayaquil City | Neptalí Barona                 | 17 de julio | 10:00 | No Tiene    |

| Carneras      | 1 - 0 | Barcelona             | Valeriano Gavinelli     | 23 de julio | 19:00 | Comunica Tv    |
| Macará        | 2 - 1 | Guayaquil City        | Complejo La Providencia | 25 de julio | 10:00 | No Tiene       |
| Emelec        | 1 - 5 | Deportivo Cuenca      | Holcim Arena            | 25 de julio | 10:00 | DirecTV Sports |
| Liga de Macas | 1 - 0 | Técnico Universitario | Tito Navarrete          | 25 de julio | 10:00 | No Tiene       |

| Barcelona             | 3 - 0 | Emelec        | Complejo Canchas del Astillero | 1 de agosto | 10:00 | DirecTV Sports |
| Guayaquil City        | 0 - 4 | Carneras      | Complejo Asoguayas             | 1 de agosto | 10:00 | No Tiene       |
| Deportivo Cuenca      | 2 - 0 | Liga de Macas | Alejandro Serrano Aguilar      | 1 de agosto | 10:00 | Comunica Tv    |
| Técnico Universitario | 0 - 2 | Macará        | Neptalí Barona                 | 1 de agosto | 10:00 | No Tiene       |

### Grupo B: Zona Norte

#### Clasificación
| Pos. | Equipo                  | Pts. | PJ | G  | E | P  | GF | GC | Dif. |  |
| ---- | ----------------------- | ---- | -- | -- | - | -- | -- | -- | ---- |  |
| 1    | Ñañas                   | 35   | 14 | 11 | 2 | 1  | 42 | 14 | +28  |  |
| 2    | Independiente del Valle | 35   | 14 | 11 | 2 | 1  | 31 | 9  | +22  |  |
| 3    | Liga de Quito           | 23   | 14 | 7  | 2 | 5  | 26 | 14 | +12  |  |
| 4    | Espuce                  | 20   | 14 | 6  | 2 | 6  | 15 | 20 | −5   |  |
| 5    | San Miguel              | 17   | 14 | 5  | 2 | 7  | 20 | 29 | −9   |  |
| 6    | Quito                   | 12   | 14 | 3  | 3 | 8  | 16 | 32 | −16  |  |
| 7    | El Nacional             | 11   | 14 | 3  | 2 | 9  | 18 | 29 | −11  |  |
| 8    | Sport JC                | 7    | 14 | 2  | 1 | 11 | 10 | 31 | −21  |  |

 Fuente: FEF
Criterios de clasificación: 1) Puntos; 2) Diferencia de goles; 3) Goles marcados; 4) Goles de visitante; 5) Fair Play; 6) Sorteo Público
|  | Clasificados a la Segunda Etapa. |

#### Evolución de la clasificación
| Equipo                  | 01 | 02 | 03 | 04 | 05 | 06 | 07 | 08 | 09 | 10 | 11 | 12 | 13 | 14 |
| ----------------------- | -- | -- | -- | -- | -- | -- | -- | -- | -- | -- | -- | -- | -- | -- |
| Ñañas                   | 2  | 4  | 3  | 3  | 2  | 2  | 2  | 1  | 1  | 1  | 1  | 1  | 1  | 1  |
| Independiente del Valle | 1  | 1  | 1  | 1  | 1  | 1  | 1  | 2  | 2  | 2  | 2  | 2  | 2  | 2  |
| Liga de Quito           | 8  | 3  | 5  | 5  | 4  | 3  | 3  | 3  | 3  | 3  | 3  | 3  | 3  | 3  |
| Espuce                  | 7  | 6  | 4  | 4  | 3  | 4  | 4  | 5  | 4  | 4  | 4  | 4  | 4  | 4  |
| San Miguel              | 6  | 8  | 8  | 6  | 6  | 6  | 5  | 4  | 5  | 5  | 5  | 5  | 5  | 5  |
| Quito F. C.             | 4  | 5  | 6  | 7  | 7  | 7  | 8  | 7  | 7  | 7  | 7  | 8  | 7  | 6  |
| El Nacional             | 3  | 2  | 2  | 2  | 5  | 5  | 6  | 6  | 6  | 6  | 6  | 6  | 6  | 7  |
| Sport JC                | 5  | 7  | 7  | 8  | 8  | 8  | 7  | 8  | 8  | 8  | 8  | 7  | 8  | 8  |

#### Resultados
| Independiente del Valle | 2 - 0 | Liga de Quito | Banco Guayaquil   | 4 de mayo | 11:00 | IDV TV          |
| Sport JC                | 1 - 1 | San Miguel    | El Chan           | 5 de mayo | 11:00 | Sport JC TV     |
| Espuce                  | 0 - 1 | Ñañas         | Nayón             | 5 de mayo | 15:00 | QF Producciones |
| El Nacional             | 1 - 1 | Quito         | Complejo El Sauce | 6 de mayo | 11:00 | QF Producciones |

| Sport JC   | 2 - 4 | El Nacional             | El Chan            | 12 de mayo | 11:00 | Sport JC TV     |
| San Miguel | 0 - 5 | Liga de Quito           | Olímpico de Ibarra | 12 de mayo | 12:30 | Publi TV        |
| Quito      | 0 - 0 | Espuce                  | Guayllabamba       | 13 de mayo | 11:00 | Tu Cancha       |
| Ñañas      | 1 - 2 | Independiente del Valle | Orlando Baquero    | 13 de mayo | 15:30 | QF Producciones |

| Espuce                  | 1 - 0 | Sport JC    | Nayón               | 16 de mayo | 15:00 | QF Producciones |
| Liga de Quito           | 3 - 4 | Ñañas       | Rodrigo Paz Delgado | 17 de mayo | 11:00 | Liga TV         |
| Independiente del Valle | 5 - 1 | Quito F. C. | Banco Guayaquil     | 17 de mayo | 11:00 | IDV TV          |
| El Nacional             | 2 - 1 | San Miguel  | Complejo El Sauce   | 19 de mayo | 11:00 | QF Producciones |

| Quito       | 1 - 3 | Liga de Quito           | General Rumiñahui  | 23 de mayo | 11:00 | Tu Cancha       |
| El Nacional | 2 - 3 | Espuce                  | Complejo El Sauce  | 23 de mayo | 11:00 | QF Producciones |
| San Miguel  | 2 - 2 | Ñañas                   | Olímpico de Ibarra | 23 de mayo | 12:00 | Publi TV        |
| Sport JC    | 0 - 3 | Independiente del Valle | El Chan            | 23 de mayo | 12:00 | Sport JC TV     |

| Independiente del Valle | 1 - 0 | El Nacional | Banco Guayaquil     | 29 de mayo | 11:00 | IDV TV          |
| Ñañas                   | 6 - 0 | Quito       | Orlando Baquero     | 29 de mayo | 11:30 | QF Producciones |
| Espuce                  | 3 - 2 | San Miguel  | Nayón               | 29 de mayo | 15:00 | QF Producciones |
| Liga de Quito           | 1 - 0 | Sport JC    | Rodrigo Paz Delgado | 31 de mayo | 12:00 | Liga TV         |

| Fecha 6     | Fecha 6   | Fecha 6                 | Fecha 6            | Fecha 6    | Fecha 6 | Fecha 6         | Fecha 6 |
| Local       | Resultado | Visitante               | Estadio            | Fecha      | Hora    | TV              |         |
| ----------- | --------- | ----------------------- | ------------------ | ---------- | ------- | --------------- | ------- |
| San Miguel  | 3 - 2     | Quito                   | Olímpico de Ibarra | 5 de junio | 11:00   | Publi TV        |         |
| El Nacional | 0 - 2     | Liga de Quito           | Complejo El Sauce  | 5 de junio | 11:00   | QF Producciones |         |
| Espuce      | 0 - 2     | Independiente del Valle | Nayón              | 5 de junio | 12:00   | QF Producciones |         |
| Sport JC    | 0 - 3     | Ñañas                   | El Chan            | 6 de junio | 12:00   | Sport JC TV     |         |

| Independiente del Valle | 2 - 4 | San Miguel  | Banco Guayaquil   | 12 de junio | 11:00 | IDV TV    |
| Quito                   | 1 - 2 | Sport JC    | General Rumiñahui | 13 de junio | 11:00 | Tu Cancha |
| Ñañas                   | 6 - 1 | El Nacional | Orlando Baquero   | 13 de junio | 15:00 | No Tiene  |
| Liga de Quito           | 2 - 0 | Espuce      | Complejo LDU      | 7 de julio  | 11:30 | Liga TV   |

| Quito         | 1 - 0 | El Nacional             | La Moya            | 18 de junio | 11:00 | Tu Cancha |
| San Miguel    | 2 - 0 | Sport JC                | Olímpico de Ibarra | 19 de junio | 11:00 | Publi TV  |
| Ñañas         | 3 - 0 | Espuce                  | Orlando Baquero    | 19 de junio | 11:30 | Ñañas TV  |
| Liga de Quito | 0 - 0 | Independiente del Valle | Complejo LDU       | 19 de junio | 15:30 | Liga TV   |

| Liga de Quito           | 5 - 0 | San Miguel | Complejo LDU      | 26 de junio | 15:00 | Liga TV         |
| Espuce                  | 1 - 1 | Quito      | Nayón             | 26 de junio | 15:00 | QF Producciones |
| Independiente del Valle | 1 - 1 | Ñañas      | Complejo IDV      | 27 de junio | 11:00 | IDV TV          |
| El Nacional             | 4 - 1 | Sport JC   | Complejo El Sauce | 27 de junio | 15:00 | QF Producciones |

| Quito      | 2 - 3 | Independiente del Valle | La Moya            | 2 de julio | 11:00 | Tu Cancha   |
| San Miguel | 1 - 0 | El Nacional             | Olímpico de Ibarra | 3 de julio | 11:00 | Publi TV    |
| Sport JC   | 0 - 1 | Espuce                  | El Chan            | 4 de julio | 12:00 | Sport JC TV |
| Ñañas      | 2 - 1 | Liga de Quito           | Orlando Baquero    | 4 de julio | 15:00 | Ñañas TV    |

| Ñañas                   | 2 - 1 | San Miguel  | Orlando Baquero | 10 de julio | 11:00 | Ñañas TV        |
| Independiente del Valle | 3 - 0 | Sport JC    | Complejo IDV    | 10 de julio | 11:00 | IDV TV          |
| Liga de Quito           | 2 - 0 | Quito       | Complejo LDU    | 11 de julio | 10:00 | DirecTV Sports  |
| Espuce                  | 3 - 2 | El Nacional | Nayón           | 11 de julio | 15:00 | QF Producciones |

| Quito       | 1 - 4 | Ñañas                   | La Moya            | 17 de julio | 09:00 | Tu Cancha      |
| El Nacional | 0 - 3 | Independiente del Valle | Complejo El Sauce  | 17 de julio | 11:00 | DirecTV Sports |
| San Miguel  | 2 - 1 | Espuce                  | Olímpico de Ibarra | 17 de julio | 14:00 | Publi TV       |
| Sport JC    | 2 - 1 | Liga de Quito           | El Chan            | 18 de julio | 15:00 | Sport JC TV    |

| Liga de Quito           | 1 - 1 | El Nacional | Complejo LDU    | 23 de julio | 15:00 | Liga TV   |
| Quito                   | 3 - 1 | San Miguel  | La Moya         | 25 de julio | 10:00 | Tu Cancha |
| Independiente del Valle | 3 - 0 | Espuce      | Complejo IDV    | 25 de julio | 10:00 | IDV TV    |
| Ñañas                   | 4 - 1 | Sport JC    | Orlando Baquero | 25 de julio | 10:00 | Ñañas TV  |

| San Miguel  | 0 - 1 | Independiente del Valle | Olímpico de Ibarra | 1 de agosto | 10:00 | Publi TV        |
| Sport JC    | 1 - 2 | Quito                   | El Chan            | 1 de agosto | 10:00 | Sport JC TV     |
| El Nacional | 1 - 3 | Ñañas                   | Complejo El Sauce  | 1 de agosto | 10:00 | El Nacional TV  |
| Espuce      | 2 - 0 | Liga de Quito           | Nayón              | 1 de agosto | 10:00 | QF Producciones |

## Clasificación acumulada
| Pos. | Equipo                  | Pts. | PJ | G  | E | P  | GF | GC | Dif. |  |
| ---- | ----------------------- | ---- | -- | -- | - | -- | -- | -- | ---- |  |
| 1    | Deportivo Cuenca        | 38   | 14 | 12 | 2 | 0  | 53 | 6  | +47  |  |
| 2    | Ñañas                   | 35   | 14 | 11 | 2 | 1  | 42 | 14 | +28  |  |
| 3    | Independiente del Valle | 35   | 14 | 11 | 2 | 1  | 31 | 9  | +22  |  |
| 4    | Barcelona               | 28   | 14 | 8  | 4 | 2  | 26 | 8  | +18  |  |
| 5    | Carneras                | 26   | 14 | 8  | 2 | 4  | 22 | 13 | +9   |  |
| 6    | Liga de Quito           | 23   | 14 | 7  | 2 | 5  | 26 | 14 | +12  |  |
| 7    | Espuce                  | 20   | 14 | 6  | 2 | 6  | 15 | 20 | −5   |  |
| 8    | Macará                  | 19   | 14 | 5  | 4 | 5  | 15 | 15 | 0    |  |
| 9    | San Miguel              | 17   | 14 | 5  | 2 | 7  | 20 | 29 | −9   |  |
| 10   | Emelec                  | 15   | 14 | 4  | 3 | 7  | 13 | 24 | −11  |  |
| 11   | Técnico Universitario   | 12   | 14 | 4  | 0 | 10 | 6  | 21 | −15  |  |
| 12   | Quito                   | 12   | 14 | 3  | 3 | 8  | 16 | 32 | −16  |  |
| 13   | El Nacional             | 11   | 14 | 3  | 2 | 9  | 18 | 29 | −11  |  |
| 14   | Guayaquil City          | 11   | 14 | 3  | 2 | 9  | 8  | 37 | −29  |  |
| 15   | Liga de Macas           | 8    | 14 | 1  | 5 | 8  | 8  | 27 | −19  |  |
| 16   | Sport JC                | 7    | 14 | 2  | 1 | 11 | 10 | 31 | −21  |  |

 Fuente: FEF
Criterios de clasificación: 1) Puntos; 2) Diferencia de goles; 3) Goles marcados; 4) Goles de visitante; 5) Fair Play; 6) Sorteo Público
|  | Descendidos a la Liga Nacional Femenina de Ecuador 2022. |

## Segunda Etapa

### Cuadro
|  | Cuartos de final        | Cuartos de final        | Cuartos de final        | Cuartos de final        | Cuartos de final |   |                  | Semifinales      | Semifinales | Semifinales | Semifinales | Semifinales |  |                  | Final            | Final | Final | Final | Final |  |
|  |                         |                         |                         |                         |                  |   |                  |                  |             |             |             |             |  |                  |                  |       |       |       |       |  |
|  |                         |                         |                         |                         |                  |   |                  |                  |             |             |             |             |  |                  |                  |       |       |       |       |  |
|  | Deportivo Cuenca        | Deportivo Cuenca        | 1                       | 1                       | 2                |   |                  |                  |             |             |             |             |  |                  |                  |       |       |       |       |  |
|  | Deportivo Cuenca        | Deportivo Cuenca        | 1                       | 1                       | 2                |   |                  |                  |             |             |             |             |  |                  |                  |       |       |       |       |  |
|  | Espuce                  | Espuce                  | 0                       | 0                       | 0                |   |                  |                  |             |             |             |             |  |                  |                  |       |       |       |       |  |
|  | Espuce                  | Espuce                  | 0                       | 0                       | 0                |   | Deportivo Cuenca | Deportivo Cuenca | 1           | 5           | 6           |             |  |                  |                  |       |       |       |       |  |
|  |                         |                         |                         |                         |                  |   | Deportivo Cuenca | Deportivo Cuenca | 1           | 5           | 6           |             |  |                  |                  |       |       |       |       |  |
|  |                         |                         | Independiente del Valle | Independiente del Valle | 2                | 2 | 4                |                  |             |             |             |             |  |                  |                  |       |       |       |       |  |
|  | Independiente del Valle | Independiente del Valle | Independiente del Valle | Independiente del Valle | 2                | 2 | 4                | 1                | 3           | 4           |             |             |  |                  |                  |       |       |       |       |  |
|  | Independiente del Valle | Independiente del Valle |                         |                         |                  |   |                  |                  |             | 4           |             |             |  |                  |                  |       |       |       |       |  |
|  | Carneras                | Carneras                | 0                       | 0                       | 0                |   |                  |                  |             |             |             |             |  |                  |                  |       |       |       |       |  |
|  | Carneras                | Carneras                | 0                       | 0                       | 0                |   |                  |                  |             |             |             |             |  | Deportivo Cuenca | Deportivo Cuenca | 3     | 0     | 3     |       |  |
|  |                         |                         |                         |                         |                  |   |                  |                  |             |             |             |             |  | Deportivo Cuenca | Deportivo Cuenca | 3     | 0     | 3     |       |  |
|  |                         |                         | Ñañas                   | Ñañas                   | 2                | 0 | 2                |                  |             |             |             |             |  |                  |                  |       |       |       |       |  |
|  | Barcelona               | Barcelona               | Ñañas                   | Ñañas                   | 2                | 0 | 2                | 0                | 0           | 0           |             |             |  |                  |                  |       |       |       |       |  |
|  | Barcelona               | Barcelona               |                         |                         |                  |   |                  |                  |             | 0           |             |             |  |                  |                  |       |       |       |       |  |
|  | Liga de Quito           | Liga de Quito           | 2                       | 1                       | 3                |   |                  |                  |             |             |             |             |  |                  |                  |       |       |       |       |  |
|  | Liga de Quito           | Liga de Quito           | 2                       | 1                       | 3                |   | Liga de Quito    | Liga de Quito    | 0           | 2           | 2           |             |  |                  |                  |       |       |       |       |  |
|  |                         |                         |                         |                         |                  |   | Liga de Quito    | Liga de Quito    | 0           | 2           | 2           |             |  |                  |                  |       |       |       |       |  |
|  |                         |                         | Ñañas                   | Ñañas                   | 2                | 1 | 3                |                  |             |             |             |             |  |                  |                  |       |       |       |       |  |
|  | Ñañas                   | Ñañas                   | Ñañas                   | Ñañas                   | 2                | 1 | 3                | 4                | 5           | 9           |             |             |  |                  |                  |       |       |       |       |  |
|  | Ñañas                   | Ñañas                   |                         |                         |                  |   |                  |                  |             | 9           |             |             |  |                  |                  |       |       |       |       |  |
|  | Macará                  | Macará                  | 2                       | 1                       | 3                |   |                  |                  |             |             |             |             |  |                  |                  |       |       |       |       |  |
|  | Macará                  | Macará                  | 2                       | 1                       | 3                |   |                  |                  |             |             |             |             |  |                  |                  |       |       |       |       |  |
|  |                         |                         |                         |                         |                  |   |                  |                  |             |             |             |             |  |                  |                  |       |       |       |       |  |

### Cuartos de final
- La hora de cada encuentro corresponde al huso horario que rige a Ecuador (UTC-5).

| Ida; 7 de agosto, 13:00 DirecTV Sports, FEF Play | Espuce | 0:1 (0:0) | Deportivo Cuenca | Estadio de Nayón, Quito |  |
|                                                  |        | Reporte   | Riera 58'        |                         |  |

| Vuelta; 13 de agosto, 15:00 DirecTV Sports, FEF Play | Deportivo Cuenca | 1:0 (0:0) | Espuce | Estadio Alejandro Serrano Aguilar, Cuenca |  |
|                                                      | Riera 57' (pen.) | Reporte   |        |                                           |  |

| Ida; 8 de agosto, 13:00 DirecTV Sports, FEF Play | Macará                  | 2:4 (1:2) | Ñañas                                               | Estadio Bellavista, Ambato |  |
|                                                  | Conde 14' · Sánchez 76' | Reporte   | Caicedo 27' · Torres 42' · Zambrano 61' · Pérez 68' |                            |  |

| Vuelta; 14 de agosto, 10:30 DirecTV Sports, FEF Play | Ñañas                                         | 5:1 (0:1) | Macará      | Estadio Orlando Baquero, Quito |  |
|                                                      | Páez 55', 59', 61' · Pérez 67' · Zambrano 80' | Reporte   | Sánchez 27' |                                |  |

| Ida; 7 de agosto, 10:30 DirecTV Sports, FEF Play | Liga de Quito              | 2:0 (1:0) | Barcelona | Estadio Rodrigo Paz Delgado, Quito |  |
|                                                  | Jácome 41' · Riquero 90+4' | Reporte   |           |                                    |  |

| Vuelta; 14 de agosto, 13:00 DirecTV Sports, FEF Play | Barcelona | 0:1 (0:0) | Liga de Quito | Complejo Canchas del Astillero, Guayaquil |  |
|                                                      |           | Reporte   | Jácome 82'    |                                           |  |

| Ida; 8 de agosto, 10:30 DirecTV Sports, FEF Play | Carneras | 0:1 (0:0) | Independiente del Valle | Estadio Valeriano Gavinelli, Cuenca |  |
|                                                  |          | Reporte   | Olvera 52'              |                                     |  |

| Vuelta; 15 de agosto, 10:30 DirecTV Sports, FEF Play | Independiente del Valle             | 3:0 (1:0) | Carneras | Estadio Banco de Guayaquil, Quito |  |
|                                                      | Caicedo 8' · Burgos 85' · Arias 89' | Reporte   |          |                                   |  |

### Semifinales
- La hora de cada encuentro corresponde al huso horario que rige a Ecuador (UTC-5).

| Ida; 22 de agosto, 17:00 DirecTV Sports, FEF Play | Independiente del Valle | 2:1 (1:0) | Deportivo Cuenca | Estadio Banco de Guayaquil, Quito |  |
|                                                   | Pineda 3' · Caicedo 52' | Reporte   | Charcopa 79'     |                                   |  |

| Vuelta; 28 de agosto, 10:00 DirecTV Sports, FEF Play | Deportivo Cuenca                                  | 5:2 (4:2) | Independiente del Valle | Estadio Alejandro Serrano Aguilar, Cuenca |  |
|                                                      | Charcopa 29', 45' · Riera 38', 42' · Barahona 89' | Reporte   | Ávila 21' · Arias 40'   |                                           |  |

| Ida; 21 de agosto, 15:00 DirecTV Sports, FEF Play | Liga de Quito | 0:2 (0:1) | Ñañas                          | Estadio Rodrigo Paz Delgado, Quito |  |
|                                                   |               | Reporte   | Pérez 12' (pen.) · Arreaga 90' |                                    |  |

| Vuelta; 29 de agosto, 15:00 DirecTV Sports, FEF Play | Ñañas   | 1:2 (1:0) | Liga de Quito              | Estadio Rumiñahui, Sangolquí |  |
|                                                      | Páez 4' | Reporte   | Villasana 51' · Lacruz 86' |                              |  |

### Final
- La hora de cada encuentro corresponde al huso horario que rige a Ecuador (UTC-5).

| Ida; 4 de septiembre, 11:30 DirecTV Sports, FEF Play | Ñañas         | 2:3 (1:1) | Deportivo Cuenca              | Estadio Rumiñahui, Sangolquí |  |
|                                                      | Páez 45', 51' | Reporte   | Bolaños 13', 74' · Cuadra 84' |                              |  |

| Vuelta; 11 de septiembre, 19:00 DirecTV Sports, FEF Play | Deportivo Cuenca | 0:0     | Ñañas | Estadio Alejandro Serrano Aguilar, Cuenca |                               |
|                                                          |                  | Reporte |       | Árbitro(s): Marcelly Zambrano             | Árbitro(s): Marcelly Zambrano |

|                                     |
| Bandera de Azuay                    |
| Campeón Deportivo Cuenca 2.º título |

## Estadísticas

### Goleadoras
- Última actualización: 11 de septiembre del 2021.

| Pos. | Jugador          | Equipo                  |    |
| ---- | ---------------- | ----------------------- | -- |
| 1    | Madelin Riera    | Deportivo Cuenca        | 30 |
| 2    | Karen Páez       | Ñañas                   | 21 |
| 3    | Nayely Bolaños   | Deportivo Cuenca        | 15 |
| 4    | Maireth Pérez    | Ñañas                   | 10 |
| 5    | Carina Caicedo   | Independiente del Valle | 9  |
| 6    | Milagro Barahona | San Miguel              | 8  |
| 7    | Yilvi Conde      | Macará                  | 8  |
| 8    | Arella Jácome    | Liga de Quito           | 7  |
| 9    | Ginelly Martinez | Espuce                  | 7  |
| 10   | Stefany Cedeño   | Barcelona               | 6  |